# Бретањ де Марсан
Бретањ де Марсан (фр. Bretagne-de-Marsan) насеље је и општина у југозападној Француској у региону Аквитанија, у департману Ланд која припада префектури Мон де Марсан.
По подацима из 2011. године у општини је живело 1458 становника, а густина насељености је износила 112,76 становника/km². Општина се простире на површини од 12,93 km². Налази се на средњој надморској висини од 83 метара (максималној 97 m, а минималној 62 m).

## Демографија
| 1962. | 1968. | 1975. | 1982. | 1990. | 1999. | 2011. |
| ----- | ----- | ----- | ----- | ----- | ----- | ----- |
| 454   | 542   | 573   | 750   | 834   | 911   | 1.458 |

График промене броја становника у току последњих година